# Flügel (Schmetterling)

Flügelregionen der Tagfalter

Schmetterlingsflügel spielen bei der Beschreibung und Bestimmung eines Schmetterlings eine wichtige Rolle. Der Flügel wird dabei in Regionen aufgeteilt und die Adern der Flügel und die daraus gebildeten Zellen nummeriert.

## Regionen
Zur Beschreibung von Schmetterlingen werden die Vorder- und Hinterflügel der Tagfalter jeweils in vier Bereiche aufgeteilt. Die Basalregion (auch basal) ist die Flügelregion zwischen dem Körper und der Flügelmitte (Diskalregion) der Flügel. Der Rand der Flügel wird als Submarginalregion bezeichnet. Zwischen ihr und der Diskalregion befindet sich die Postdiskalregion. Bei anderen Schmetterlingsfamilien kann sich die Aufteilung erheblich unterscheiden.

## Ränder
Begrenzt werden die Flügel jeweils von Vorderrand, Außenrand und Innenrand. Der Vorderrand und Außenrand treffen im Apex zusammen. Dieser wird im Fall der Vorderflügel auch Flügelspitze genannt. Der Außenrand und der Innenrand treffen auf dem Vorderflügel im Innenwinkel, bzw. im Analwinkel (Tornus) auf dem Hinterflügel zusammen.

## Flügeladern

Lage bestimmter Bereiche auf dem Flügel eines Tagfalters

Für die Taxonomie besonders wichtig sind die Flügeladern.

### Adern
Die Adern werden auf den Vorderflügeln von 1 bis 12 nummeriert, beginnend von hinten mit Ader 1, die parallel zum Innenrand verläuft und im Innenwinkel endet.
Auf den Hinterflügeln befinden sich nur 9 durchgängige Adern (1a, 1b, 2–8). Teilweise gibt es noch eine 10. Ader (9), Praekostalader genannt, die an der Basis entspringt und nicht bis zum Vorderrand reicht.
Diesem Schema entsprechen aber nicht alle Schmetterlinge, so haben besonders Bläulinge oft nur 10 oder 11 Adern auf den Vorderflügeln. Ihnen fehlen dann von den Adern 7, 8 oder 9 bis zu zwei.
Auf den Hinterflügeln, parallel zum Innenrand, befinden sich die Analadern 1a und 1b, wobei die Ritterfalter (Papilionidae) nur eine Analader besitzen.
Vorderflügel
| S  | Subkostal- oder Radialader |
| D  | Diskoidalquerader          |
| M  | Medianader                 |
| 1  | Submedianader              |
| 12 | Kostalader                 |

Hinterflügeln
| S  | Subkostal- oder Radialader |
| D  | Diskoidalquerader          |
| M  | Medianader                 |
| 1a | Analader                   |
| 1b | Analader                   |
| 8  | Kostalader                 |
| 9  | Praekostalader             |

An der Diskoidalquerader befindet sich bei vielen Schmetterlingen ein Diskoidalfleck, der der Kennzeichnung und Bestimmung ähnlicher Arten oder der Typisierung dient.

### Zellen
Die Flächen, die von den Adern begrenzt werden, heißen Zellen. Die Adern bilden eine auffällige Mittelzelle, kurz Zelle oder Diskoidalzelle genannt. Von vorn wird diese von der Subkostal- oder Radialader (S) begrenzt, nach außen von der Diskoidalquerader (D) und nach hinten von der Medianader (M).
Die Bezeichnungen der Zellen folgen der Bezeichnung der jeweils unten begrenzenden Ader, z. B. liegt die Zelle 3 oberhalb Ader 3. Ausnahmen bestehen für die Ader 1 bzw. die Adern 1a und 1b, die von den Zellen 1a und 1b bzw. 1a, 1b und 1c umgeben sind.